# Movimiento Nayda
El Nayda es un movimiento cultural marroquí que puede traducirse aproximadamente en la palabra levantamiento en árabe. Este movimiento es por el momento de carácter esencialmente musical, con en particular una gran dominante resultante de la cultura musical el hip-hop y el Rap marroquí. Una de sus principales manifestaciones aparte claramente del nacimiento de muchos grupos de fusión, es el Festival del Bulevar de los jóvenes músicos que se desarrolla todos los años en Casablanca, el festival Alegría del Norte, que se celebra en la ciudad de Chauen, el Festival Timitar en Agadir, o el incomparable festival de música Gnawa en Essaouira o los conciertos por la tolerancia en Marrakech.
Entre los principles figuras de este movimiento de los grupos como: Mafia C, H-kayne, Fnaïre, Zanka flow, Bigg, Darga, Hoba Hoba Spirit, Oum, Ahmed Soltan, khansa Batma, Muslim, Steph Raggaman, Joudia, Casa Crew, entre otros.
El movimiento cultural Nayda es similar a la Movida madrileña, para unos solo es un fenómeno artificial o puramente comercial y lo consideran pasajero, pero para la gran mayoría está creando una auténtica revolución cultural en el país, ya que por fin hay libertad de expresión en el arte; aun así sigue habiendo ciertos puntos criticados por los mismos artistas como la censura en las radios que generalmente afecta a la cultura hip hop.